# Gare de Bollène-La Croisière
Gare de Bollène-La Croisière – stacja kolejowa w Bollène, w departamencie Vaucluse, w regionie Prowansja-Alpy-Lazurowe Wybrzeże, we Francji.
Została otwarta w 1854 r. przez Compagnie du chemin de fer de Lyon à la Méditerranée. Jest stacją Société nationale des chemins de fer français (SNCF) obsługiwaną przez pociągi TER Provence-Alpes-Côte d’Azur.